# Ana Milosavljević
Ana Milosavljević (Sokobanja, 1979) umetnica je u oblasti grafike.

## Biografija
Rođena je 1979. godine u Sokobanji. Sada živi i radi u Beogradu kao samostalni umetnik.
Završila Višu školu likovnih i primenjenih umetnosti u Beogradu 2000. godine. Odmah potom upisuje Akademiju umetnosti u Novom Sadu, smer grafika u klasi profesora Zvonka Tilića, gde je diplomirala 2004. godine. Završila je postdiplomske studije na istoj akademiji, smer grafika u klasi profesora Zvonka Tilića i magistrirala 2008. godine.
Član je Udruženja likovnih umetnika Srbije (ULUS), od 2006.

## Nagrade i priznanja
- 2013. Druga nagrada na VI International Biennial of Small Graphics Tetovo
- 2007. Druga nagrada na IV Competition and Exhibition of Ex Libris “Acque termali”, Acqui Terme Italia
- 2004. Nagrada XII Bienala studentske grafike SCG
- 2004. Godišnja nagrada za grafiku Akademije umetnosti, Novi Sad

Diplome:
- 2008. Colegio De Bachilleres Del Estado De Zacatecas, Ex Libris Cobaez XX Aniversario, Zacatecas, Mexico
- 2007. III International EX Libris Competition- ``2 be eu`` - Rousse, Bulgaria

## Galerija
- Glamur, kolografija
- Nadahnuti pobedom, kolografija
- Nebeska oluja, kolografija
- Skrivena intima, kolografija

## Samostalne izložbe
- 2015. Beograd, Galerija ULUS, Izložba grafika - „Otisak vremena“[2]
- 2014. Beograd, Galerija 73, Izložba grafika - „Zvuk tišine“[3]
- 2014. Beograd, Galerija Kulturnog centra Rakovica, Izložba grafika - „Otisak vremena“
- 2014. Pančevo, Kulturni centar, Izložba grafika - „Otisak vremena“
- 2013. Kraljevo, Galerija Maržik, Udruženje likovnih i primenjenih umetnika Kraljevo, Izložba grafika – „Otisak vremena“
- 2010. Kragujevac, Mostovi Balkana, Izložba grafika
- 2009. Novi Beograd, Galerija SKC, „Tajni svet“, Izložba grafika i crteža,[4]
- 2008. Novi Sad, Centar za vizuelnu kulturu, Galerija Zlatno oko, magistarska Izložba grafika
- 2007. Beograd, Centar za grafiku i vizuelana istraživanja, Galerija Akademija, Izložba gafika - litografije
- 2005. Beograd, Galerija Studentski grad, izložba grafika I crteža
- 2005. Paraćin, Galerija Kulturni Centar, izložba grafika I crteža
- 2005. Beograd, Galerija Grafički kolektiv, izložba grafika
- 2004. Novi Sad, Galerija DA, izložba grafika

## Grupne izložbe
2015.
- Italy, Villa Pacchiani - Centro Espositivo, piazza Pier Paolo Pasolini Santa Croce Sull’Arno,
- Premio Santa Croce ex libris - piccola grafica

2014.
- Beograd, Galerija Grafički kolektiv, Izložba grafike malog format
- Niš, Paviljon u trvrdjavi, II Međunarodni bijenale male grafike GKN
- Beograd, Galerija Kulturnog centra Rakovica, izložba Grafičari
- Novi Sad, Fabrika – KCNS, Reanimacija
- Beograd, Paviljon Cvijeta Zuzorić, II Međunarodno Trijenale grafike
- Bulgaria, X. International Ex Libris Competition Ruse, `Ex amore`, Regional Library “Lyuben Karavelov”, Ruse
- Bulgaria, First International ExLibris Competition Varna, Organizer Largo Art Gallery Varna
- Poland, 15th International Biennial of Small Graphics and Exlibris, Ostrów Wielkopolski
- Beograd, Galerija A Batajnica, III Internacionalni bijenale akvarela
- Beograd, Galerija Kulturnog centra Rakovica, Martovski salon

2013.
- Macedonia, Tetovo, Kulturni centar Tetovo, VI International Biennial of Small Graphics Tetovo
- Zrenajnin, Kulturni centar, Likovni salon 30 x 30
- Beograd, Galerija Eurocentar, Art room
- Beograd, Galerija Grafički kolektiv, Izložba grafike malog formata
- Novi Beograd, Galerija SKC, Izložba grafika `Putokazi`
- USA, New York, Rochester, Contemporary Art Center, Exhibition of mini art 6x6
- Novi Sad, Galerija Rajko Mamuzić, Izložba DIJALOG - izložba grafika srpskih i bosansko- hercegovačkih umetnika – grafičara, stasalih posle 2000.

2012.
- Beograd, Galerija Grafički kolektiv, Izložba grafike malog formata
- Brasil,Guarulhos, Sao Paolo, I Biennial Internacional de Guarulhos do Pequeno Formato Beograd, Galerija ULUS, Decembarski salon
- Niš, Paviljon u Tvrđavi, 1 Međunarodni bijenale male grafike
- Pančevo, Istorijski arhiv, 4 Medjunarodni bijenale grafike Ex libris „Komunizam"
- USA, New York, Broadway, Art Takes Times Square
- Banja Luka, Izložbeni salon Banski dvor, izložba DIJALOG - izložba grafika srpskih i bosansko- hercegovačkih umetnika – grafičara, stasalih posle 2000.
- Beograd, Prodajna galerija, Izložba ’’Magistri grafike Akademije umetnosti u Novom Sadu: 1992-2010.’’
- Šabac, Galerija Kulturnog centra, XVIII izložba akvarela
- Beograd, Galerija Progres, Prvih 5 godina EX – YU konkursa za grafiku
- Beograd, Centar za grafiku i vizuelana istraživanja AKADEMIJA, Fakultet likovnih umetnosti, izložba DIJALOG - izložba grafika srpskih i bosansko-hercegovačkih umetnika – grafičara, stasalih posle 2000.
- Beograd, Umetnički paviljon “Cvijeta Zuzorić”, Prolećna izložba
- Kragujevac, Galerija SKC, Mail art "No"

2011.
- Italija, Acqui Terme, Premio Acqui 2011, X Bienal Internazionale Per L` Incisione, “Acque termali”
- Beograd, Paviljon Cvijeta Zuzorić, I Međunarodno Trijenale grafike
- Beograd, Galerija Grafički kolektiv, Izložba grafike malog formata
- Novi Sad, Galerija Rajko Mamuzić, Izložba ’’Magistri grafike Akademije umetnosti u Novom Sadu: 1992-2010.’’

2010.
- Macedonia, Tetovo, 5 International biennial of mini prints – Tetovo
- Beograd, ArtCENTAR, Art Festival “27 sati”
- Novi Sad, Niš Art Fundation, „MLADI 2010“
- Beograd, Niš Art Fundation, „MLADI 2010“
- Niš, Niš Art Fundation, „MLADI 2010“
- Zemun, Galerija 107, Izložba crteža

2009.
- Beograd, Galerija ULUS, Novogodišnja prodajna izložba
- Novi Beograd, Galerija SKC, Izložba grafika `Putovanje`
- Macedonia, Bitola, 6 International Triennial of Graphic Art Bitola
- Beograd, Galerija ULUS, Prodajna izložba članova ULUS-a
- Beograd, Paviljon Cvijeta Zuzorić, 9 Bienale Crteža i Male Plastike
- Beograd, Galerija Grafički kolektiv, Majska izložba beogradskog kruga

2008.
- Italy, Milano, The 1st International Competition Exhibition Mini Print an Ex Libris, Art and the mountain 2008
- Niš, Paviljon u Tvrđavi, Izložba male grafike Niškog grafičkog kruga
- Beograd, Galerija Grafički kolektiv, Izložba Male grafike
- Beograd, Galerija ULUS, Novogodišnja prodajna izložba
- Beograd, Umetnički paviljon “Cvijeta Zuzorić”, Jesenja izložba 2008.
- Beograd, Galerija RTS, Izložba Ex libris, “Pola veka TV Beograd”
- Romania, Baia Mare, Museum Florean, International small engraving salon 2008.
- Iowa, The Americans Biennial Exhibition of Contemporary Miniature Prints
- Pančevo, Istoriski Arhiv u Pančevu, II Medjunarodno Bienale Ex libris “Svetionik”
- Šabac, Kulturni centar Šabac, XVII Izložba malog formata
- Beograd, Galerija Ulus, Letnja prodajna izložba
- Beograd, Umetnički paviljon “Cvijeta Zuzorić”, II Bienale grafike
- Smederevo, Šesto međunarodno bienale umetnosti
- Mexico, Zacatecas, Colegio De Bachilleres Del Estado De Zacatecas, Ex Libris Cobaez XX Aniversario
- Denmark, Naestved, Roennebaeksholm Art & Cultur Centre, International Exhibition of mini print
- Makedonija, Tetovo, IV International Biennial of Mini Prints
- Beograd, Umetnički paviljon “Cvijeta Zuzorić”, Prolećna izložba 2008.
- Zemun, Galerija 107, izložba grafika 107 x 107
- Beograd, Galerija Ulus, “Poetski prostori” izložba grafika

2007.
- Beograd, Galerija Grafički kolektiv, izložba grafike malog formata
- Bugarska, Ruse, Regional Library “Liuben Karavelov”, III International Ex Libris Competition – “2 be eu” – Rousse 2007
- Zrenjanin, Savremena galerija Zrenjanin, Izložba 30 x 30
- Novi Beograd, Galerija Studentski Kulturni Centar, Prvi međunarodni konkurs za grafiku “Svet je otvorena knjiga”
- Šabac, Kulturni Centar Šabac, XVI Izložba malog formata
- Republika Srpska, BiH, Pale, XI Saziv Likovne kolonije Pale 2006.
- Republika Srpska, BiH, Jahorina, Art- simpozijum Jahorina 2006.
- Italija, Acqui Terme, “Hotel Nuove Terme”,IV Competition and Exhibition of Ex Libris “Acque termali”
- Slovenija, Celje, Galerija Likovnih Del Mladih, Peta međunarodna grafička radionica
- Beograd, Umetnički paviljon “Cvijeta Zuzorić”, Prolećna izložba 2007.
- Republika Srpska, BiH, Sarajevo, Galerija Novi Hram, 23. Internacionalni festival Sarajevo, Art- simpozijum Jahorina 2006.

2006.
- Beograd, Galerija Grafički kolektiv, izložba grafike malog formata
- Republika Srpska, BiH, Brčko Distrikt, izložba slika
- Pančevo, Istoriski Arhiv u Pančevu, Prvo međunarodno bienale Ex-Librisa “Papir”
- Beograd, Paviljon Cvijeta Zuzoric, Metod Grafika
- Smederevo, Peto međunarodno bienale umetnosti
- Beograd, Paviljon Cvijeta Zuzorić, Izložba novoprimljenih članova ULUS-a.

2005.
- Novi Sad, Mali likovni salon, izložba minijatura
- Beograd, Galerija Grafički kolektiv, izložba grafike malog formata
- Novi Sad, Galerija Kulturni Centar, Izložba nagrađenih na XII Bienalu studentske grafike
- Gornji Milanovac, Galerija Kulturni Centar, Osmo međunarodni bijenale umetnosti minijature
- Beograd, Galerija Grafički Kolektiv, majska izložba grafike
- Crna Gora, Niksic, Prvi međunarodni bijenale umetnosti minijature
- Novi Sad, Galerija Podrum - izložba nagrađenih studenata Akademije umetnosti
- Novi Sad, Galerija FKVSV – izložba fotografija

2004.
- Beograd, Galerija Grafički kolektiv, izložba grafike malog formata
- Crna Gora, Herceg Novi, izložba nagrađenih na XII bienalu studentske grafike
- Beograd, Galerija Studentski grad - izložba nagradjenih na XII bienalu studentske grafike
- Vrnjačka banja, Galerija Obradović - Basara - izložba grafika
- Kruševac, Narodno pozorište Kruševac - izložba Udruženja 10+
- Novi Sad, Galerija Bel Art, Diplomska izložba
- Beograd, Galerija Studentski grad, XII Bienale studentske grafike
- Beograd, Galerija Grafički kolektiv, majska izložba grafike

2003.
- Beograd, Galerija Singidunum, X Beogradska mini art scena
- Beograd, Galerija Grafički kolektiv, izložba grafike malog formata
- Beograd, Galerija Studentski grad, XII Bienale studentskog crteža
- Beograd, NU “Braća Stamenković” - izložba crteža

2002.
- Beograd, NU “Braća Stamenković” - izložba portreta
- Beograd, NU “Braca Stamenković” - izložba crteža

2001.
- Beograd, Muzej istorije Jugoslavije, Više od Više - izložba grafika

2000.
- Beograd, Galerija Studentski grad, Više od Više - izložba grafika

## Spoljašnje veze
- Sokobanja: Tajni svet-Ana Milosavljević
- Art info/Ana Milosavljevic - Galerija 73, Banovo brdo
- Art info/Ana Milosavljevic - Galerija ULUS, Bgd, juli 2015.